# Amtsbezirk Eichede
Der Amtsbezirk Eichede war von 1889 bis 1948 eine kommunale Gebietskörperschaft im Kreis Stormarn, Schleswig-Holstein.
Der Amtsbezirk entstand im Rahmen der Einführung der preußischen Kommunalverfassung. Er bestand aus den Gemeinden Eichede, Lasbek (Dorf und Gut), Mollhagen, Oetjendorf, Sprenge und Todendorf. 1948 ging er im Amt Mollhagen auf.